# Sitio de Bagdad (1625-1626)
El sitio de Bagdad fue un asedio que tuvo lugar entre 1625 y 1626, iniciado con el intento de reconquista otomana frente a los safávidas en el marco de la Guerra otomano-safávida (1623-1639).
Los persas habían capturado Bagdad el año anterior y el Gran visir otomano, Hafiz Ahmed Bajá, se vio obligado a organizar una gran fuerza del ejército otomano para recuperar la ciudad pérdida después de que los preparativos del anterior gran visir no pudiesen evitar su conquista.
La gran fuerza otomana consiguió retomar las fortificaciones cercanas y reestablecer el control otomano sobre grandes áreas de Mesopotamia, sin embargo, la férrea defensa de la guarnición persa de Bagdad, permitió al sah Abás I a acudir con un ejército de socorro a reforzar la defensa, lo que provocó finalmente el fracaso del asedio, que hubo de ser levantado el 4 de julio de 1626.

## Antecedentes
La ciudad de Bagdad, tradicionalmente en el área de influencia persa, había pasado a manos otomanas desde el declive de la influencia safávida tras la batalla de Chaldiran de 1514 y posteriormente había sido tomada directamente en la primera guerra otomano-safávida y cedida por el sah Tahmasp I en la Paz de Amasya de 1555.
Tras casi 90 años de dominio otomano, el sah Abás el Grande logró capturar la ciudad al inicio de su segunda campaña contra los otomanos aprovechando las revueltas internas del Imperio otomano.
El 8 de febrero de 1625, Hafiz Ahmed Bajá es nombrado el nuevo gran visir otomano con el encargo de acabar con la rebelión Abaza que se daba en el eyalato de Erzurum y de retomar el territorio perdido ante los persas. Organizando un ejército otomano de hasta 100 000 soldados según las fuentes, marcha hacia Erzurum y después a Bagdad.
Aprovechando el desvío de la fuerza otomana por Erzurum, los persas ordenan una política de tierra quemada que retrase el avance otomano por Mesopotamia.

## El sitio
Para noviembre de 1625, la fuerza otomana llega a las murallas de Bagdad retrasados mínimamente por la estrategia de tierra quemada de los safávidas.
Pese a un inicio del asedio prometedor en el que los otomanos se hicieron con el anillo exterior de defensa de la ciudad, la toma completa falló y el asedio hubo de mantenerse durante el invierno, dando la oportunidad al sah Abás I de organizar y liderar un ejército de auxilio que marchó a comienzos de 1625 dirección a Bagdad.
Para prepararse para la llegada de los refuerzos y habiendo aprendido de la experiencia de la masacre de la fuerza Mosul tras el asedio de 1624, Hafiz Ahmed, ordena fortificar el campamento de asedio para poder defenderse de un hipotético ataque directo del ejército de auxilio.
A la llegada del ejército persa, la fortificada posición de asedio otomana frustra sus planes de un ataque frontal, por lo que el sah decide cambiar su estrategia y comienza a atacar los trenes de suministro de los asaltantes, empeorando la situación en el campamento de sitiadores.
Como resultado de esta estrategia, los otomanos se ven obligados a intentar un ataque frontal contra los pertrechados persas en junio de 1626, pues la disminución de suministros les estaba poniendo en una delicada situación. Sin embargo, la solución tampoco fue prometedora para la fuerza otomana, que chocó contra la fortaleza sin poder capturarla y sufriendo un numero considerable de bajas.
Ante la situación del campamento de asedio y las bajas recibidas recientemente, el gran visir Hafiz Ahmed ordenó levantar el sitio el 4 de julio de 1626 y retirarse a Mosul, nuevamente en manos otomanas, quedando Bagdad en manos safávidas.

## Consecuencias
Con la vuelta sin victoria del gran visir a Constantinopla, la Sublime Puerta lo relega de su posición el 1 de diciembre de 1626, nombrando a Damat Halil Bajá como su sucesor.
Por parte persa, continuarán intentando reprimir la población suní de la ciudad para hacerla una ciudad completamente chií, a imitación del resto de ciudades bajo su control directo en el Gran Irán.